# Ангильберт I (архиепископ Милана)
Ангильбе́рт I (лат. Angilbertus I, итал. Angilberto I; умер 9 октября 823, Милан) — архиепископ Милана (822—823).

## Биография
Происхождение Ангильберта I точно не установлено. Вероятно, он был франком. Ангильберт получил кафедру Миланской архиепархии после смерти в 822 году архиепископа Бона. Предполагается, что его рукоположение в архиепископский сан было совершено по требованию короля Италии Лотаря I, желавшего поставить во главе Миланской митрополии преданного себе человека.
Управление Ангильбертом I архиепархией пришлось на период значительного упадка влияния миланской кафедры, последовавшего за участием в 817—818 годах архиепископа Ансельма I в мятеже Бернарда Итальянского против императора Людовика I Благочестивого. Это привело к почти полному отсутствию в современных Ангильберту исторических источниках сведений о церковной жизни в Милане в это время. О деятельности Ангильберта средневековые хроники сообщают только то, что он начал строительство нового здания кафедрального собора, завершённого уже при его преемниках, и перенёс туда мощи многих почитаемых в Милане святых и останки некоторых из своих предшественников. Также сохранилась хартия, согласно которой, Ангильберт I передал в аренду светскому лицу часть владений базилики Святого Амвросия, а полученные от этой сделки средства использовал для собственных нужд.
Каталоги глав Миланской архиепархии датируют смерть Ангильберта 9 октября 823 года. Его тело было сначала похоронено в церкви Святого Михаила, а позднее перенесено в базилику Святого Амвросия. Преемником Ангильберта I на кафедре Милана стал архиепископ Ангильберт II.